# ناحیه برت، شهرستان آلگر، میشیگان
ناحیه برت (به انگلیسی: Burt Township) یک منطقهٔ مسکونی در ایالات متحده آمریکا است که در شهرستان آلگر، میشیگان واقع شده‌است.
 ناحیه برت ۶۶۸٫۳ کیلومتر مربع مساحت و ۵۲۲ نفر جمعیت دارد و ۲۹۵ متر بالاتر از سطح دریا واقع شده‌است.